# Les Epesses
Les Epesses is een gemeente in het Franse departement Vendée (regio Pays de la Loire) en telt 2110 inwoners (1999). De plaats maakt deel uit van het arrondissement La Roche-sur-Yon.

## Geografie
De oppervlakte van Les Epesses bedraagt 31,4 km², de bevolkingsdichtheid is 67,2 inwoners per km².

## Bezienswaardigheden
- Le Puy du Fou, attractiepark nabij het gelijknamige kasteel

De onderstaande kaart toont de ligging van Les Epesses met de belangrijkste infrastructuur en aangrenzende gemeenten.

## Demografie
Onderstaande figuur toont het verloop van het inwonertal (bron: INSEE-tellingen).

1. ↑  Populations de référence 2022.